# Болід (авто)

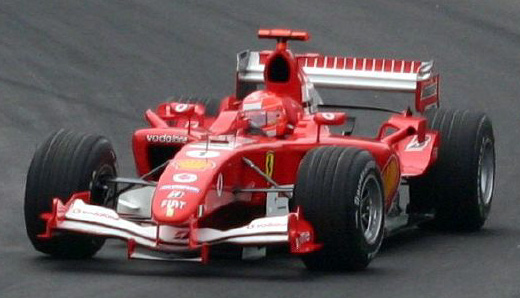
Болід Ferrari F2005 Міхаеля Шумахера на чемпіонаті Канади 2005

Болі́д — гіперболізоване визначення автомобіля для перегонів, введене журналістами. В назві проведено паралелі з розпеченим небесним тілом — болідом